# Accidente del Bell 212 de la Fuerza Aérea Colombiana de 2012
El accidente del Bell 212 de la Fuerza Aérea Colombiana de 2012 fue un accidente aéreo que tuvo lugar a las 16:30 horas del 30 de abril de 2012. El helicóptero siniestrado, un Bell 212 Rapaz perteneciente a la Fuerza Aérea Colombiana, había despegado del Aeropuerto Internacional Ernesto Cortissoz, en la ciudad de Barranquilla. Su destino era el Aeropuerto Juan H. White, situado en la localidad de Caucasia, realizando un vuelo de transporte y traslado de personal para dar apoyo a la Fuerza de Tarea del Nudo Paramillo.
El siniestro se produjo en el durante el transcurso del vuelo, cuando súbitamente la aeronave se precipitó contra el suelo a las afueras de la localidad de Sabanagrande, en el Departamento de Atlántico, Colombia. En el accidente fallecieron los 7 integrantes de la Fuerza Aérea Colombiana y los 6 miembros de la Policía Nacional Colombiana.

## La aeronave
La aeronave siniestrada era un Bell 212 Rapaz, un helicóptero de transporte de tamaño medio, con registro FAC4020. Esta aeronave se fabricó en las instalaciones de la compañía estadounidense Bell Helicopter en Fort Worth, Texas, siendo su número de serie el 31272, y siendo entregada a la Fuerza Aérea Colombiana en el año 1984.

## Fallecidos
Los miembros de la Fuerza Aérea Colombiana fallecidos en el accidente eran: 
- Mayor Jorge Abel Cardona García (piloto).
- Subteniente Héctor Alejandro Vega Cuevas (copiloto).
- Técnico subjefe Elver Ángel Sierra.
- Técnico cuarto José Manuel Pineda Arellano.
- Teniente coronel Luis Rodolfo Sánchez Suárez.
- Capitán Fernando Alfonso Rodríguez Amortegui.
- Teniente Leonardo Andrés Ramírez Grajales.

Los integrantes fallecidos de la Policía Nacional de Colombia eran:
- Subintendente Faber Fandiño
- Patrullero John Molina
- Patrullero Carlos Benavides
- Patrullero Alveiro Torres
- Patrullero Julio Díaz
- Patrullero Nicolás Quintero